# Wally Fawkes
Wally Ernest Fawkes (Vancouver, 21 juni 1924 – 1 maart 2023) was een sinds 1931 in het Verenigd Koninkrijk wonende Canadese jazzklarinettist, tekenaar, karikaturist en illustrator.

## Biografie
Wally Fawkes verruilde in 1931 op 7-jarige leeftijd met zijn familie Canada voor het Verenigd Koninkrijk, waar hij sindsdien woonde in de regio Londen en de Britse nationaliteit aannam. Hij was eind jaren 1940 oprichtingslid van de revivalband van Humphrey Lyttelton en hij bleef tot 1956 bij deze formatie, die zich tijdens deze periode verder had ontwikkeld naar de mainstream jazz. Hij werkte sindsdien periodiek verder met Lyttelton en met Bruce Turner, Keith Ingham en Stan Greig, maar hij bleef wel amateurmuzikant. Begin jaren 1970 speelde hij met George Melly en John Chilton in de Feetwarmers Band.
Meer bekend werd hij voortaan als cartoonist onder de artiestennaam 'Trog'. Hij ontwierp de cartoon Flook, die populair was tijdens de jaren 1960. Bij de teksten voor de cartoon werkte hij vele jaren met onder andere George Melly, Barry Norman, Humphrey Lyttelton en Barry Took. De comicstrip Flook verscheen van 1949 tot 1984 in de krant Daily Mail. Centrale karakters van de comics waren een kleine jongen genaamd Rufus en zijn dierlijke vriend Flook. Een oogziekte dwong hem in 2005 om zijn bezigheid als cartoonist te beëindigen, waarna hij zich weer concentreerde op het klarinetspel.
Tijdens de oorlogsjaren begon Fawkes te spelen in jazzbands. Hij gekscheerde eens, dat naar aanleiding van de tijd, die hij in ondergrondse luchtverdedigingsbunkers had doorgebracht, in Londen wonende mensen troglodytes werden. Hij gebruikte deze naam voor een van zijn eerdere jazzbands Wally Fawkes & the Troglodytes. Nadat de band werd ontbonden, nam Fawkes 'Trog' aan als zijn pseudoniem. In 1947 volgde hij een wekelijkse cursus aan de Camberwell School of Art in Londen, waaraan ook als medestudenten Humphrey Lyttelton und Francis Wilford-Smith deelnamen. Fawkes was sinds 1944 lid van George Webbs Dixielanders, een semiprofessionele jazzband, waarbij Lyttelton trompet speelde. 
Toen Lyttelton in januari 1948 de Dixielanders verliet om zijn eigen jazzband te formeren, ging Fawkes met hem mee en bleef hij bij de band tot 1956, toen het zich van provocatieve beweging naar mainstream had ontwikkeld. Dat zijn eigen bands voortaan als mainstream werden betiteld, interesseerde hem nauwelijks. Sindsdien verenigde hij zich steeds weer met Lyttelton en bleef hij, ofschoon hij op zijn instrument zeer getalenteerd was, een amateur. Zijn bewondering voor het spelen met Sidney Bechet, met wie hij in 1949 als deel van Lytteltons band werd opgenomen, had hij nooit verloren.
Fawkes overleed op 98-jarige leeftijd.